# Le Fétichiste
Le Fétichiste (Irresistible) est le 13e épisode de la saison 2 de la série télévisée X-Files. Dans cet épisode, Fox Mulder et Dana Scully enquêtent sur un profanateur qui enlève et tue des jeunes femmes pour satisfaire son fétichisme de la mort.
Cet épisode est l'un des rares de la série à ne comporter aucun élément paranormal. C'est après l'avoir écrit que Chris Carter a eu l'idée de créer la série télévisée Millennium. Il a obtenu des critiques très favorables.

## Résumé
À Minneapolis, Donnie Pfaster, employé de pompes funèbres, est surpris par son patron en train de couper les cheveux d'une jeune femme morte et est renvoyé. Quelque temps plus tard, Fox Mulder et Dana Scully sont contactés par l'agent Bocks pour enquêter sur des profanations de sépultures. Trois corps ont été exhumés, leurs cheveux coupés et leurs ongles arrachés. Mulder pense que ce « fétichiste de la mort » va bientôt passer à l'étape suivante, le meurtre, pour assouvir ses compulsions, alors que ce cas rend Scully très mal à l’aise.
Pfaster, qui est le coupable de ces profanations, emmène une prostituée chez lui et la tue. Il abandonne le corps dans la rue après lui avoir arraché plusieurs doigts. Plus tard, il veut s'en prendre à une autre jeune femme, une étudiante, mais celle-ci, méfiante, s'enfuit et Pfaster est arrêté. Alors que Mulder et Scully interrogent un suspect dans une autre cellule, Pfaster repère Scully et apprend son nom. Il est ensuite relâché. Scully part à Washington faire des tests sur le corps de la prostituée et l'empreinte de Pfaster est relevée. Mulder et Bocks se rendent chez lui pour l'arrêter mais trouvent l'appartement désert.
À son retour à Minneapolis, Scully est suivie en voiture par Pfaster. Celui-ci lui fait quitter la route et l'enlève pour l'emmener dans l'ancienne maison de sa mère. Il la bâillonne et l'enferme dans un placard, et Scully a des hallucinations où elle voit Pfaster prendre une apparence démoniaque. Elle tente de s'enfuir et tous deux dévalent les escaliers au cours de la lutte qui les oppose. Mulder et Bocks, qui ont entretemps remonté la piste de Pfaster, interviennent à ce moment et arrêtent ce dernier.

## Distribution
- David Duchovny : Fox Mulder
- Gillian Anderson : Dana Scully
- Bruce Weitz : l'agent Bocks
- Nick Chinlund : Donnie Pfaster
- Christine Willes : Agent Karen E. Kossef
- Deanna Milligan : Satin
- Glynis Davies : Ellen Brumfield
- Tim Progosh : Mr Fiebling
- Denalda Williams : Marilyn

## Production
La première version du scénario de Chris Carter, dont le titre de travail est Fascination, prévoit que Pfaster soit nécrophile mais les responsables de Fox rejettent cette idée qu'ils jugent « inacceptable pour les standards télévisuels ». Carter doit alors modifier le scénario et transforme la nécrophilie de Pfaster en une obsession pour la mort sans le côté sexuel. Il tente néanmoins d’introduire un contenu sexuel « implicite », notamment dans la manie de Pfaster de vouloir laver au shampoing les cheveux de ses victimes.
L'épisode est l'un des rares de la série à ne comporter aucun élément paranormal. Chris Carter explique les hallucinations de Scully par une façon pour elle de percevoir ses pires craintes, et qu'elles lui ont été inspirées par des témoignages de personnes enlevées par Jeffrey Dahmer et qui avaient cru le voir se transformer. Il estime que l'idée d'aborder les peurs les plus profondes de Scully, comme celle de mourir aux mains de quelqu'un après avoir été réduite à l'impuissance, est un « bon moyen d'explorer le personnage ».
Le casting pour trouver l'acteur devant tenir le rôle de Donnie Pfaster est difficile. Beaucoup d'acteurs sont auditionnés avant que Carter ne trouve chez Nick Chinlund la qualité indéfinissable qu'il cherchait, un côté androgyne et un aspect de jeune homme bien sous tous rapports qui peut devenir effrayant en quelques instants. Le réalisateur David Nutter affirme que c'est à l'occasion de cet épisode que le trouble de stress post-traumatique de Scully, consécutif à son enlèvement par les extraterrestres dans Duane Barry, fait surface et qu'elle se laisse enfin aller. Carter affirme que c'est l'un de ses épisodes favoris de la série et qu'il lui a donné l'inspiration pour créer la série télévisée Millennium.
Lors de la première scène de l'épisode, dans le funérarium où travaille Pfaster, on peut entendre la Gymnopédie n° 1 d'Erik Satie tandis que la famille se recueille devant la dépouille de la jeune défunte.

## Accueil

### Audiences
Lors de sa première diffusion aux États-Unis, l'épisode réalise un score de 9,2 sur l'échelle de Nielsen, avec 15 % de parts de marché, et est regardé par 14,7 millions de téléspectateurs.

### Accueil critique
L'épisode recueille des critiques globalement très favorables. Michael Roffman, de Time Magazine, le cite comme l'épisode le plus effrayant de toute la série. Juliette Harrisson, du site Den of Geek, affirme que c'est le meilleur épisode standalone de la saison.
Dans leur livre sur la série, Robert Shearman et Lars Pearson lui donnent la note de 5/5. Sarah Stegall, du site Munchkyn Zone, lui donne la note de 5/5. John Keegan, du site Critical Myth, lui donne la note de 9/10.
Todd VanDerWerff, du site The A.V. Club, lui donne la note de A-. Le magazine Entertainment Weekly lui donne la note de B+, estimant que le « concept de départ perturbant » de l'épisode est encore renforcé par « l'interprétation à donner la chair de poule » de Nick Chinlund. Le site Le Monde des Avengers lui donne la note de 3/4.
Le personnage de Donnie Pfaster est souvent cité parmi les « monstres de la semaine » les plus marquants de la série. Louis Peitzman, du site Buzzfeed, le classe à la 5e place des monstres les plus effrayants de la série. Katie King, du webzine Paste, le classe à la 5e place des meilleurs monstres de la série. Pour Connie Ogle, de PopMatters, il figure parmi les monstres les plus mémorables de la série. Pour le magazine TV Guide, il compte parmi les monstres les plus effrayants de la série. Christine Seghers, du site IGN, classe Nick Chinlund à la 7e place des meilleurs acteurs invités de la série, notant que ce qui rend vraiment effrayant son personnage est qu'il paraît « effacé et poli jusqu'au moment où il décide de tuer ».

## Commentaire
Donnie Pfaster revient dans l'épisode Orison de la saison 7.